# Posto de abastecimento
Posto de abastecimento 
em Macau (China).
Um posto de abastecimento, posto de serviços, posto de combustível ou posto de gasolina (também conhecido em Portugal como bomba de gasolina ou gasolineira) é uma instalação que vende combustível e lubrificantes para veículos a motor, que podem ser gasolina, diesel (gasóleo), Gás Natural Veicular(GNV), Hidrogênio comprimido (CGH2), Gás Natural Comprimido de Hidrogênio (GNCH), Gás Liquefeito de Petróleo (GLP), hidrogênio líquido, querosene, álcool combustível (como metanol, etanol, butanol, propanol), biocombustíveis (como óleo vegetal direto, biodiesel), ou outros tipos de combustível nos tanques de abastecimento. A profissão de frentista foi inicialmente criada com vistas à segurança, pois o processo de reabastecimento deveria ser deixado para os profissionais devido ao risco de acidentes.
Além dos combustíveis, um outro dispositivo significativo que também é encontrado em postos de gasolina é um compressor de ar, usados apenas para inflar pneus de carros. Em épocas mais recentes, postos de abastecimento também começaram a acrescentar lojas de conveniência, serviços de troca de óleo e lavagem de carro ao seu negócio principal, para diversificar a receita e atrair novos consumidores.
Veículo elétricos carregam suas baterias em "eletropostos" (estações de carga).
Em fins do século XIX e início do século XX, quando os automóveis ainda eram veículos raros (e caros), alguns modelos (como o Decauville Voiturelle, produzido entre 1897 e 1901) chegaram a utilizar benzina como combustível (existindo, também, automóveis movidos a vapor); pela inexistência de postos de abastecimento nesta época, a benzina era comprada em farmácias. Resquícios desse período ainda persistem na nomenclatura dos postos de abastecimento em alguns países europeus: bensinstation em sueco, benzinestation em neerlandês etc.
O primeiro posto de gasolina da América do Sul foi inaugurado em Santos, Brasil, em 1920. Localizava-se na Avenida Ana Costa, em frente à praia, numa esquina que fica ao lado do Hotel Atlântico. Era um Posto Esso, trazido por Antonio Duarte Moreira, empresário de táxi.

## Design e Função
A maioria dos postos de abastecimento são construídos de forma semelhante, com a maior parte da instalação de abastecimento no subsolo, máquinas de bombeamento no pátio e um ponto de serviço dentro de um edifício.  Embora a arquitetura dos postos de gasolina tenha mudado ao longo do tempo, os postos de gasolina têm características similares desde o início do Século XX: um prédio para o frentista e clientes, uma ilha de tanques com bombas de gás cobertas para proteção contra as intempéries, uma , propaganda majoritariamente iluminada e a separação do Trânsito por entradas e saídas próprias. Em particular, o telhado na construção de postos de gasolina é considerado o elemento de design característico
Tanques de combustível únicos ou múltiplos são geralmente implantados no subsolo. Os regulamentos locais e as preocupações ambientais podem exigir um método diferente, com algumas estações armazenando seu combustível em tanques de contêineres, tanques de superfície entrincheirados ou tanques de combustível desprotegidos implantados na superfície. O combustível é geralmente descarregado de um caminhão-tanque em cada tanque por gravidade através de uma abertura tampada separada localizada no perímetro da estação. O combustível dos tanques viaja para as bombas dos dispensadores através de tubos subterrâneos. Para cada tanque de combustível, o acesso direto deve estar disponível o tempo todo. A maioria dos tanques pode ser acessada através de um canal de serviço diretamente do pátio.
As estações mais antigas costumam usar um tubo separado para cada tipo de combustível disponível e para cada distribuidor. As estações mais novas podem empregar um único tubo para cada dispensador. Este tubo abriga vários tubos menores para os tipos de combustível individuais. Os tanques de combustível, dispensadores e bicos usados para encher tanques de carros empregam sistemas de recuperação de vapor, que evitam a liberação de vapor na atmosfera com um sistema de tubulações. Os escapamentos são colocados o mais alto possível. Um sistema de recuperação de vapor pode ser empregado no tubo de escape. Este sistema coleta os vapores, os liquefaz e os libera de volta para o tanque de combustível de menor grau disponível.
O pátio é a parte de um posto de abastecimento onde os veículos são reabastecidos. Dispensadores de combustível são colocados em pedestais de concreto, como medida de precaução contra colisão por veículos automotores. Elementos adicionais podem ser empregados, incluindo barreiras metálicas. A área ao redor dos distribuidores de combustível deve ter um sistema de drenagem. Como o combustível às vezes derrama no pavimento, o mínimo possível deve permanecer. Qualquer líquido presente no pátio fluirá para um dreno de canal antes de entrar em um interceptor de gasolina projetado para capturar quaisquer poluentes de hidrocarbonetos e filtrá-los das águas pluviais que podem então seguir para um esgoto sanitário, dreno de águas pluviais ou para o solo.

## Legislação
Na maioria dos países, os postos de gasolina estão sujeitos a diretrizes e regulamentos que existem para minimizar o potencial de incêndios e aumentar a segurança.
É proibido o uso de cigarros e, em alguns lugares, telefones celulares no pátio de um posto de gasolina devido ao risco de ignição de vapores de gasolina. A maioria das localidades proíbe fumar, chamas abertas e motores em funcionamento. Desde o aumento da ocorrência de incêndios relacionados à estática, muitas estações têm alertas sobre a saída do ponto de reabastecimento.
Os carros podem acumular carga estática dirigindo em estradas secas. No entanto, muitos compostos de pneus contêm negro de fumo suficiente para fornecer um aterramento elétrico que evita o acúmulo de carga. Os pneus mais novos de "alta quilometragem" usam mais sílica e podem aumentar o acúmulo de estática. Um motorista que não descarregar a estática ao entrar em contato com uma parte condutora do carro irá levá-la até a alça isolada do bocal e o potencial estático acabará sendo descarregado quando este arranjo propositalmente aterrado for colocado em contato com o bocal de enchimento metálico do veículo. Normalmente, as concentrações de vapor na área desta operação de enchimento estão abaixo do limite inferior de explosividade (LIL) do produto que está sendo dispensado, de modo que a descarga estática não cause problemas. O problema com latas de gasolina não aterradas resulta de uma combinação de carga estática veicular, o potencial entre o recipiente e o veículo e o encaixe frouxo entre o bocal aterrado e a lata de gás. Esta última condição causa uma rica concentração de vapor no ullage (o volume não preenchido) da lata de gás, e uma descarga da lata para o hardware suspenso aterrado (o bocal, mangueira, giros e quebras) pode ocorrer em um ponto muito inoportuno. O Petroleum Equipment Institute registrou incidentes de ignição relacionada à estática em locais de reabastecimento desde o início de 2000.
Embora as lendas urbanas persistam de que usar um telefone celular enquanto bombeando gasolina pode causar faíscas ou explosões, isso não foi duplicado sob nenhuma condição controlada. No entanto, fabricantes de telefones celulares e postos de gasolina pedem aos usuários que desliguem seus telefones. Diz-se que uma origem sugerida desse mito foi iniciada por empresas de postos de gasolina porque o sinal do telefone celular interferiria no contador de combustível em algumas bombas de combustível de modelo mais antigo, causando uma leitura mais baixa. No episódio "Cell Phone Destruction" de MythBusters, os investigadores concluíram que explosões atribuídas a telefones celulares podem ser causadas por descargas estáticas de roupas e também observaram que tais incidentes parecem envolver mais mulheres do que homens.

## Postos de gasolina no Brasil
No Brasil, o auto-abastecimento de combustível em postos de combustíveis é proibido por lei, devido a uma lei federal promulgada em 2000. A lei foi introduzida pelo deputado federal Aldo Rebelo, que afirma ter salvado 300.000 empregos de frentistas em todo o país.
Os postos de gasolina no Brasil fornecem, além de gasolina e diesel, combustíveis alternativos tais como etanol (álcool combustível), butano (GLP), Gás Natural Veicular (GNV) e biodiesel.

### Precificação de combustível com três dígitos depois da vírgula
No Brasil, é comum os postos de combustíveis precificarem os combustíveis com três dígitos depois da vírgula. Ou seja, o milésimo de um Real. Por conta disso, se um produto aparecer precificado como R$ 7,999; ele deverá ser lido como sete reais, novecentos e noventa e nove milésimos de Real.
O sistema monetário utilizado pelo Real prevê, para depois da vírgula, apenas duas casas de unidade monetária. É por isso que a menor moeda em circulação é a de 1 centavo de Real.
Os únicos produtos que se tem notícia que foram vendidos no Brasil em que o preço era cobrado com três dígitos após a vírgula eram a Gasolina, o Etanol, o Diesel e o GNV. Esta prática era legal, pois estava regulamentada pela Portaria n.° 30, de 6 de julho de 1994, do extinto Departamento Nacional de Combustíveis (DNC). A justificativa estava no fato de as unidades de medida, quando da compra e venda pelo revendedor, serem diferentes (a negociação para a compra é feita em metros cúbicos (m³), enquanto a venda ao consumidor é feita em litros (l)). Manter as três casas decimais neste caso evitava que os postos de gasolina arredondassem o preço para cima, e assim obtivessem lucro em cima essa conversão. Em 7 de maio de 2022, porém, essa portaria foi extinta pela Agência Nacional do Petróleo, Gás Natural e Biocombustíveis (ANP), com a justificativa de "deixar o preço do combustível mais preciso e claro para o consumidor, além de estar alinhado com a expressão numérica da moeda brasileira".

## Postos de combustíveis em países em desenvolvimento
Em muitos países em desenvolvimento não há postos de combustível com bombas de gasolina. Pequenos comerciantes vendem o combustível de garrafas e outros recipientes em simples bancas de rua. Às vezes, a venda ocorre diretamente do navio-tanque.

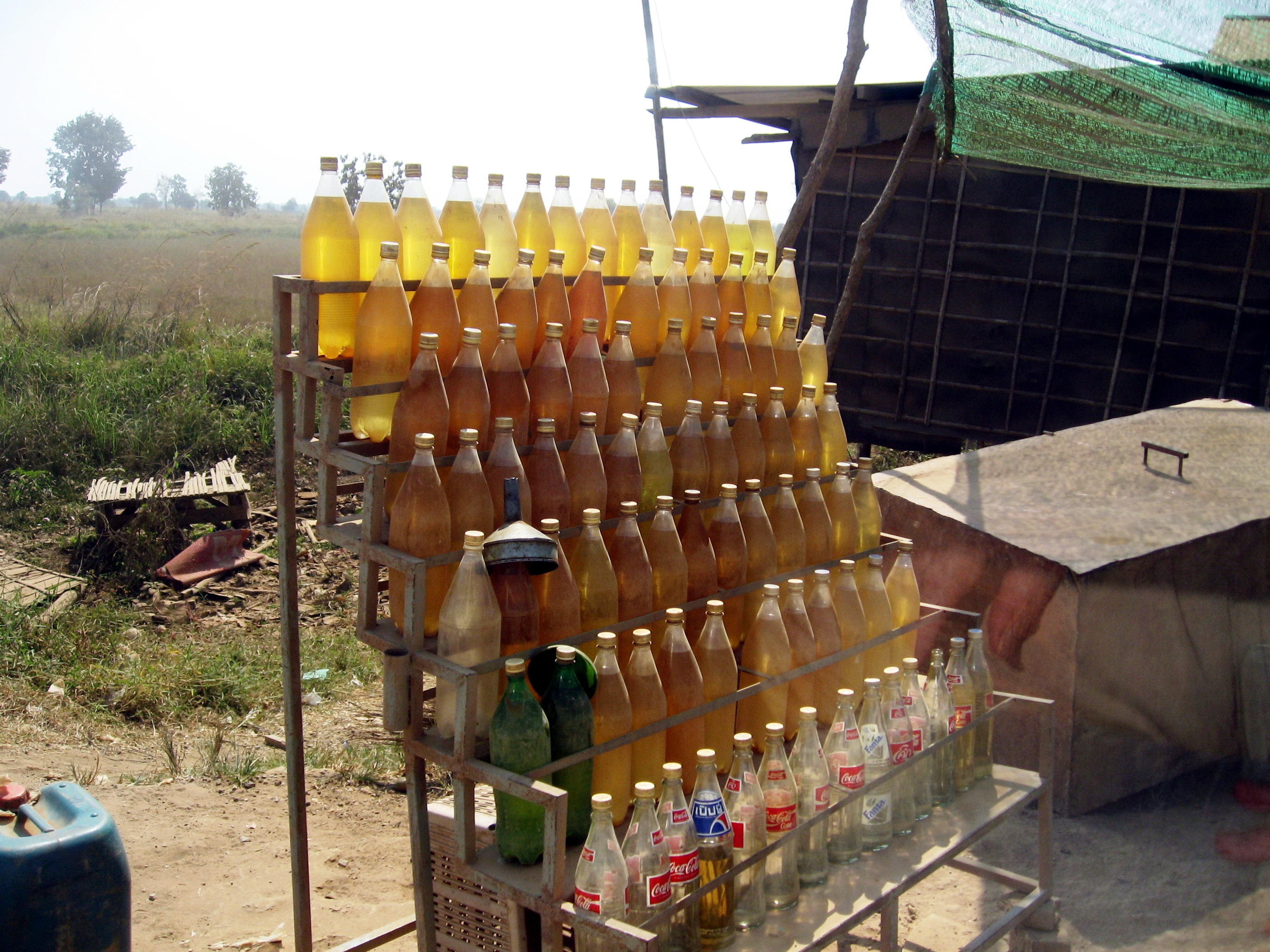
Cambodja
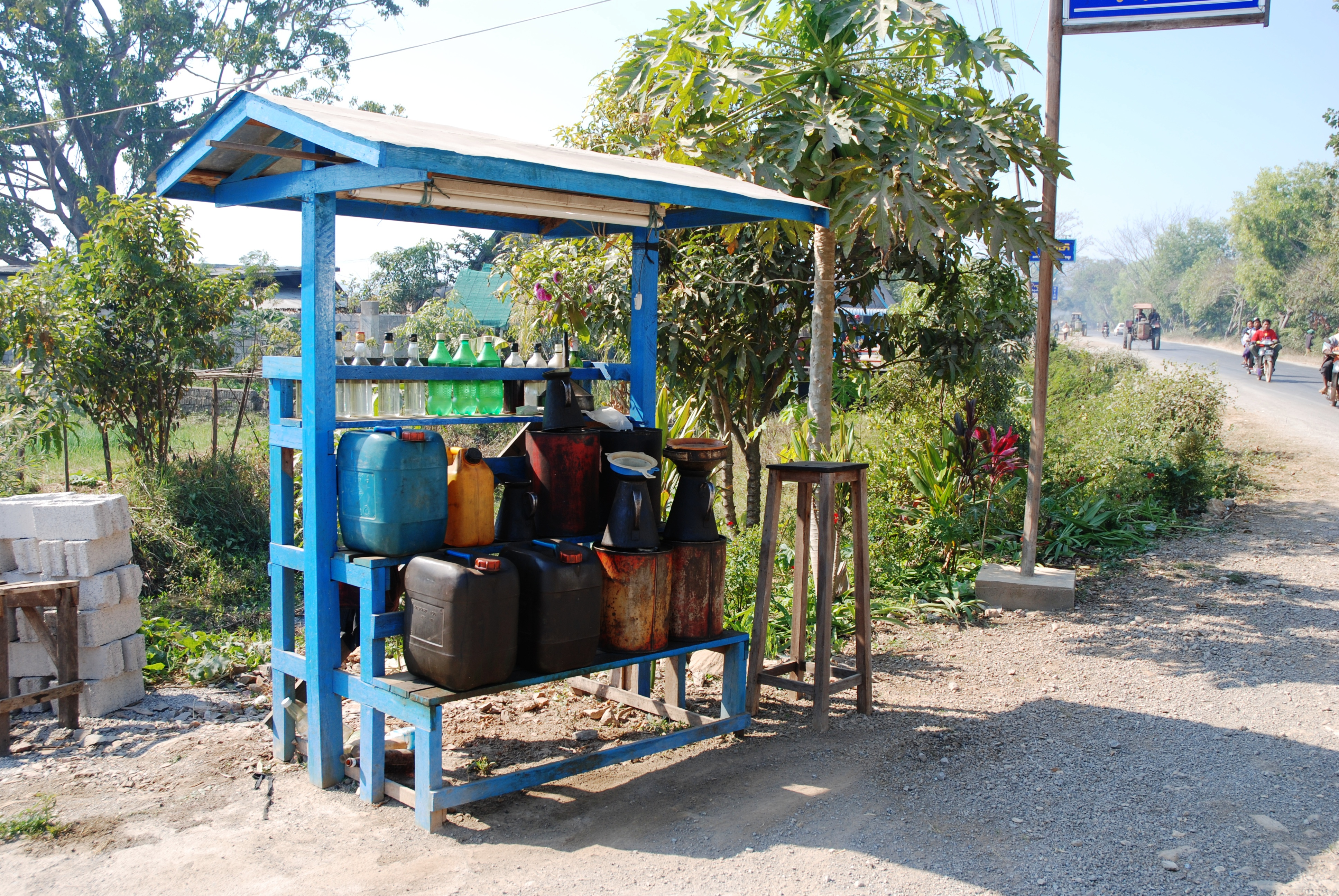
Myanmar
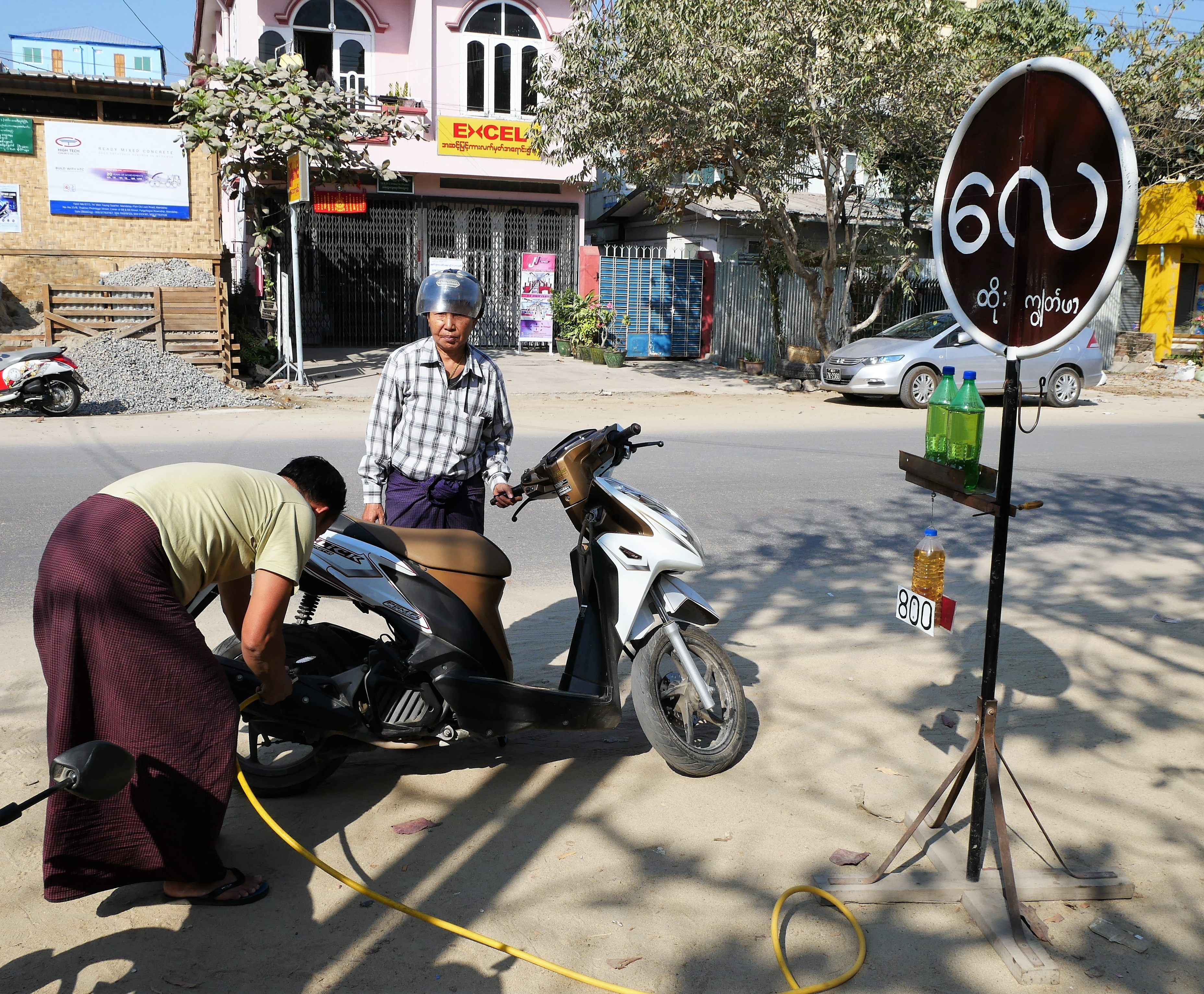
Mandalay, Myanmar
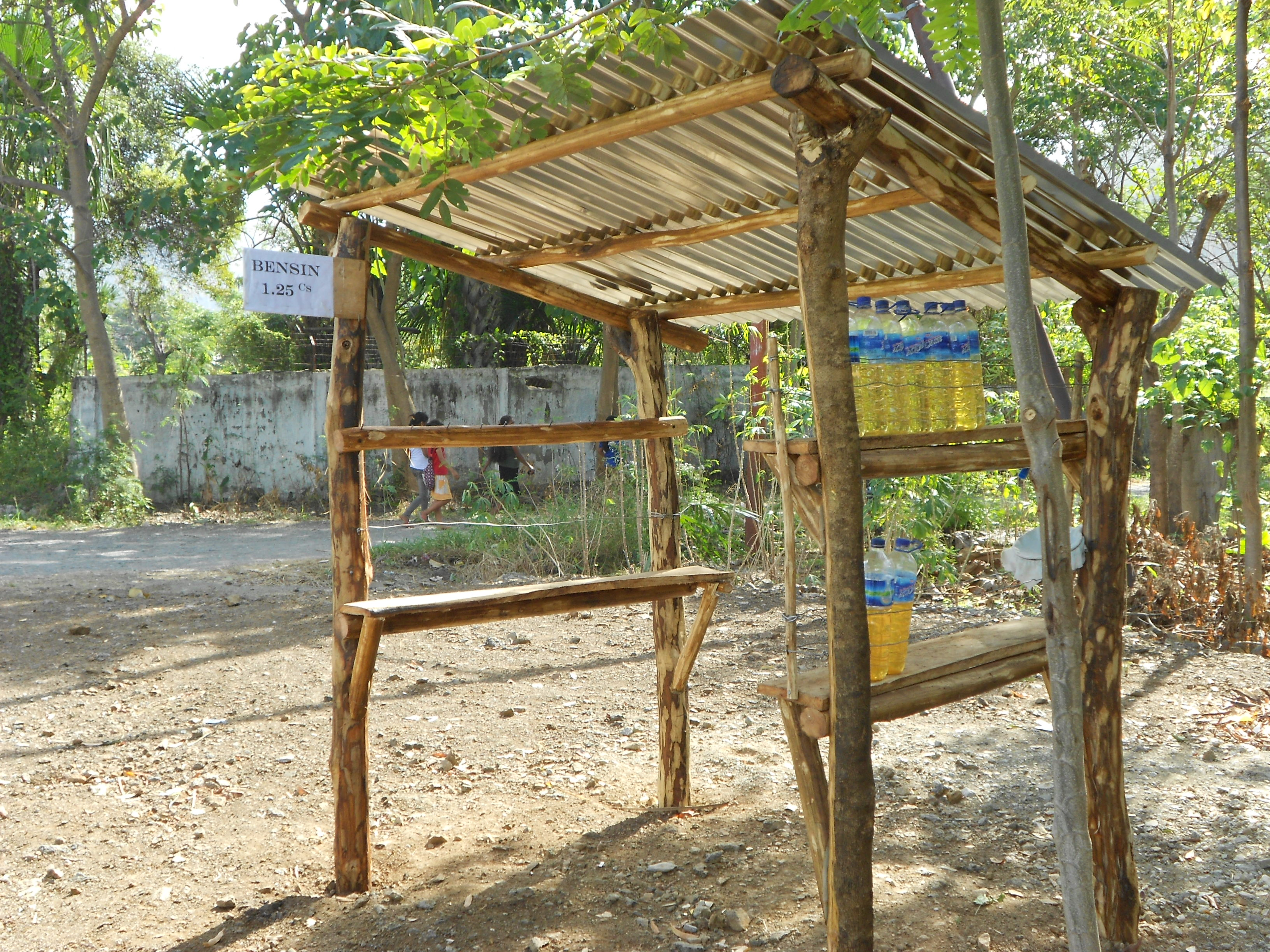
Timor Leste
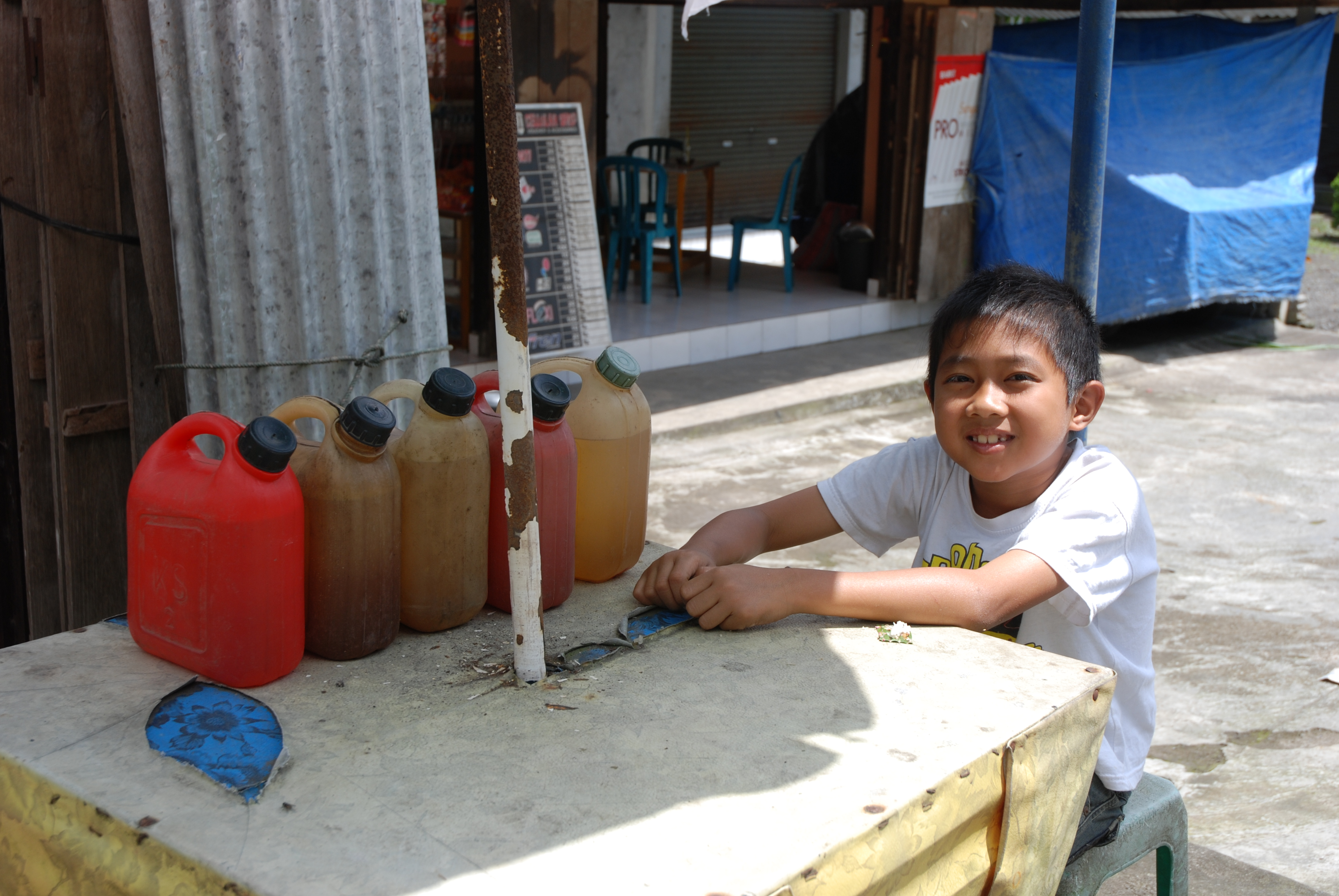
Bali, Indonésia

## Galeria de imagens

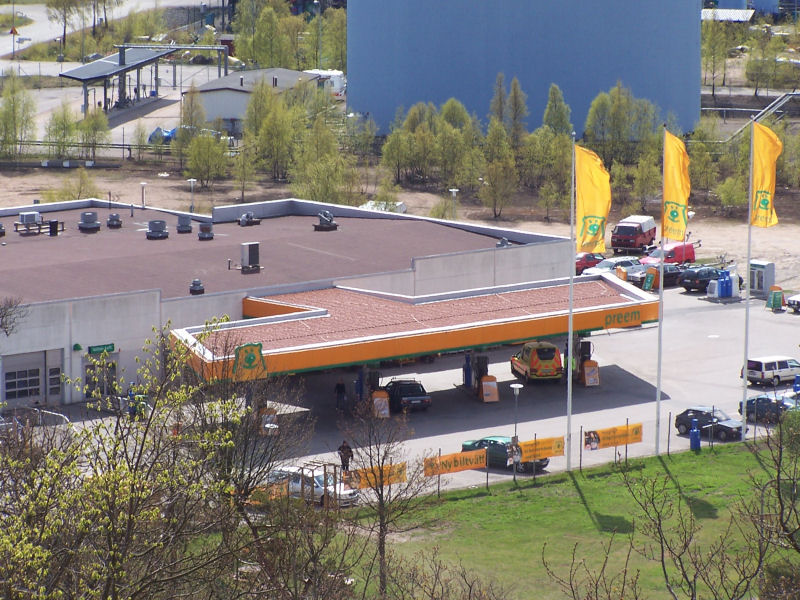
Moderno posto de abastecimento Preem em Karlskrona, Suécia.
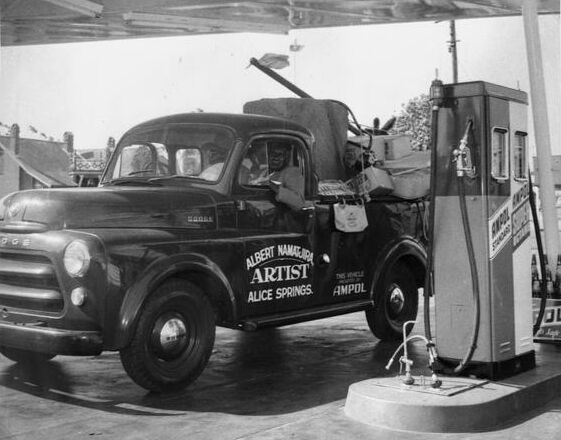
Um posto Ampol na Austrália, em fins dos anos 1940.
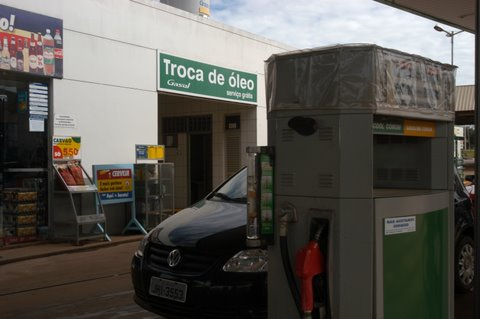
Bomba de gasolina.
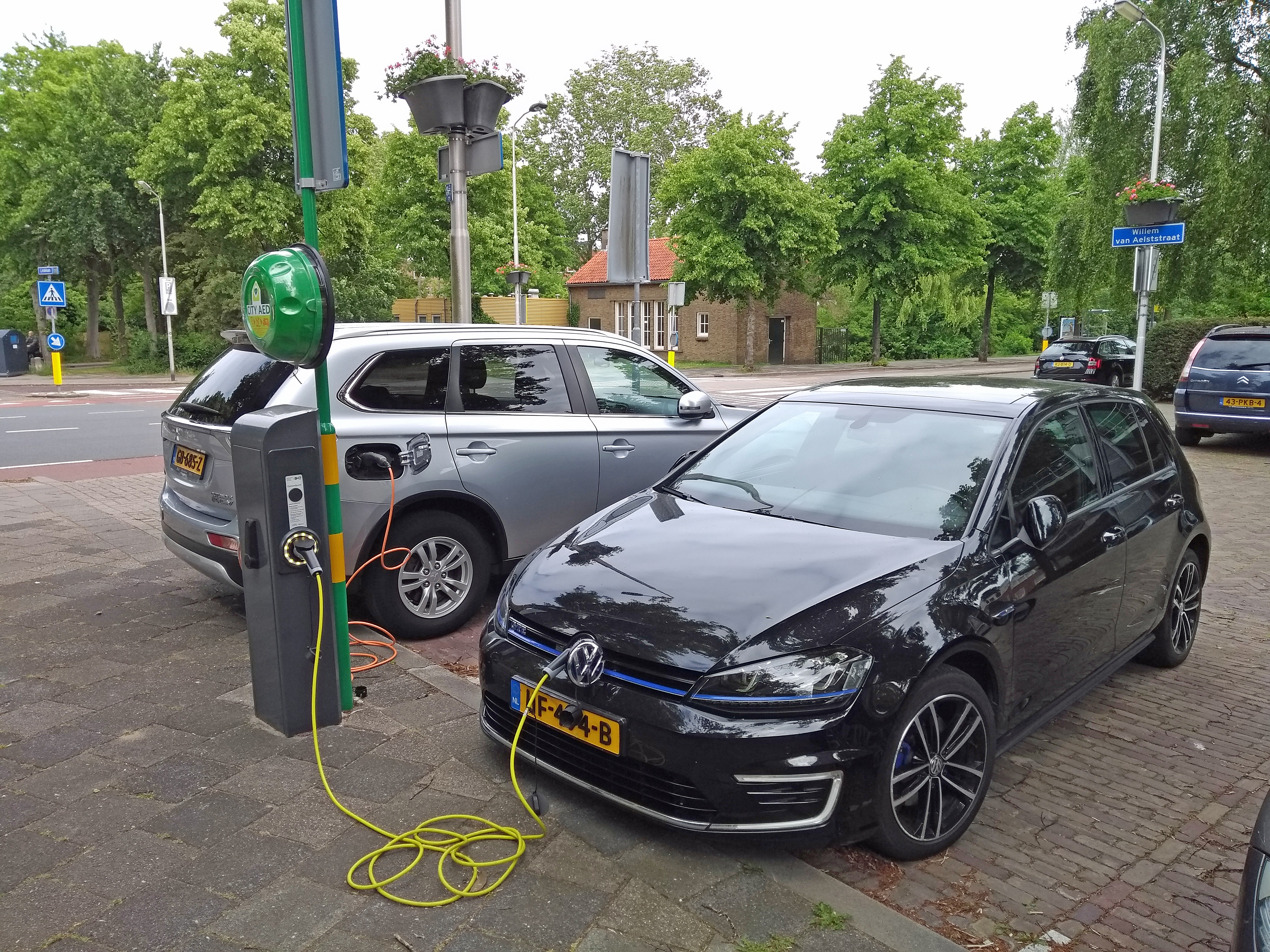
Automóveis elétricos carregando suas baterias num eletroposto.